# マイクロクレジット
マイクロクレジット（英: microcredit）は、失業者や十分な資金のない起業家、または貧困状態にあり融資可能でない（商業銀行からの融資を受けられない）人々を対象とする非常に少額の融資（ローン、クレジット）である。
これらの人々は担保となるものや安定的な雇用、検証可能な信用情報を持たず、通常のクレジットを利用するための最低条件にさえ達しない。マイクロクレジットは、少額保険、少額送金など少額ファイナンスサービスの一環であるマイクロファイナンスの一部分である。
マイクロクレジットはバングラデシュのグラミン銀行が起源と言われている画期的な仕組みである。
グラミン銀行の場合は貧窮のどん底（＝絶対的貧困）にある人々（ほとんどは女性）が個人事業に従事し、収入を得て、貧困を脱することを可能にさせ、成功を収めている。
手法の特色としては、
1. 極少額の返済
2. グループに対して貸付けし、返済を怠るとグループ全体が連帯責任を負う制度
3. 定期的返済

などが主な特色である。
近年は最貧国といった開発途上国にとどまらず先進国にも広がっている。

## 女性に関しての意義
世界中でマイクロクレジットを実施する多くの団体では女性が主な対象となっている。これはおそらく、女性への貸し付けは男性への貸し付けよりも家族全体に恩恵をもたらすことが多いという傾向からきている。また女性に小額貸付の管理をさせ、責任を持たせると社会経済上の地位が向上する。これは女性の地位に肯定的な変化をもたらすとみなされている。しかしながら、本当に女性の地位を政治的および経済的に変える力があるのかについての議論は今も進行中である。
マイクロクレジット・サミット・キャンペーンから以下の言葉を翻訳して引用する。
12億人が1日1ドル以下で生活している。女性は子供の養育に責任を持つことが多く、そのため一般的に女性の貧困は子供の肉体的・社会的な成長を阻害する。経験的に、女性は貸し付けリスクに優れ、収入を家族のために使うということがわかっている。同時に、女性が家庭に収入をもたらすことができれば、家庭内での社会的な地位向上も得ることができる。
マイクロクレジットを実施する団体には女性に的を絞ることを明確にしているものも多い。プロ・ムヘルとナマステダイレクトの2つの組織は女性を対象とした活動を行っている。国連婦人開発基金もエルサルバドルに対してマイクロクレジットを促進した。また、グラミン銀行、元国連事務総長コフィー・アナン、元アメリカ合衆国国務長官ヒラリー・クリントンなどはマイクロクレジットに言及する際には女性に関しての意義を強調している。

## 歴史
- 1970年代中頃にACCION Internationalとムハマド・ユヌスによる試験計画としてマイクロクレジットが現在の形で開始されたとき、より規模の大きな開発組織の関係者はほとんどがその成功の見込みを軽視していた。
- 2005年に国際連合は国際マイクロクレジット年を宣言した[5]。
- 2006年、グラミン銀行とその創設者であるムハマド・ユヌスはノーベル平和賞を受賞した[6]。

### 現在
世界銀行の見積もりでは、7000以上のマイクロファイナンスを実施する機関があり、約1600万人もの開発途上国の人々にサービスを提供している。ル・モンド紙によれば、世銀の専門家は30億人の貧困状態にある人々のうち5億人がこれらの低額の貸し付け（80ユーロ程度）を受けたことがあると見積もっている。カンボジアやケニアなどがその例として挙げられる。また、アジア太平洋地域で貸し付けの83%を占めている。1997年11月、137カ国から2900以上の代表団が米国首都ワシントンD.C.に集まり、マイクロクレジット・サミットが開催された。
米国サンフランシスコのネット企業が開始したkiva.orgは、投資先の顔が見え、投資家同士の顔も見えるというサービスを立ち上げ、後発ながらも11億円ものファンドを生み出している。
また、ブラジル・フォルタレザ市において、地域通貨建てでマイクロクレジットを実施しているパルマス銀行の取り組みも注目される。

### 各国のマイクロクレジット機関
主なマイクロクレジット機関
- Fundusz Mikro（ポーランド） - 1994年に設立された、中央ヨーロッパ最大のマイクロクレジット機関[8]
- ADIE（フランス）
- Finneva（フィンランド）
- グラミン銀行（バングラデシュ）世界初のマイクロクレジット機関